# أم النصر
أم النصر وتسمى أيضًا القرية البدوية منطقة تقع إداريًا ضمن محافظة شمال غزة في فلسطين. بلغ عدد سكان القرية حوالي 4,737 نسمة حسب التعداد العام للسكان والمساكن والمنشآت عام 2017.

## التاريخ والجغرافيا
أنشئت عام 1997 على مساحة 800 دونمًا شمال قطاع غزة في منطقة تحدها مستوطنات إسرائيلية من الشرق والغرب والشمال وهي: مستوطنة دوغيت، مستوطنة نيسانيت، مستوطنة إيلي سيناي وجميعها أخليت عام 2005 ضمن خطة الانسحاب الإسرئيلي من قطاع غزة. بينما تحاصرها من الجنوب سلسلة من برك الصرف الصحي.

### حرب غزة 2023–2025
دُمرت مبان القرية خلال حرب الإبادة التي تشنها إسرائيل ضد قطاع غزة. ولاحقًا وبعد خرق إسرائيل لاتفاق وقف إطلاق النار في مارس 2025، قامت بتدمير مبان القرية بشكل كامل.